# Надрага Олександр Антонович

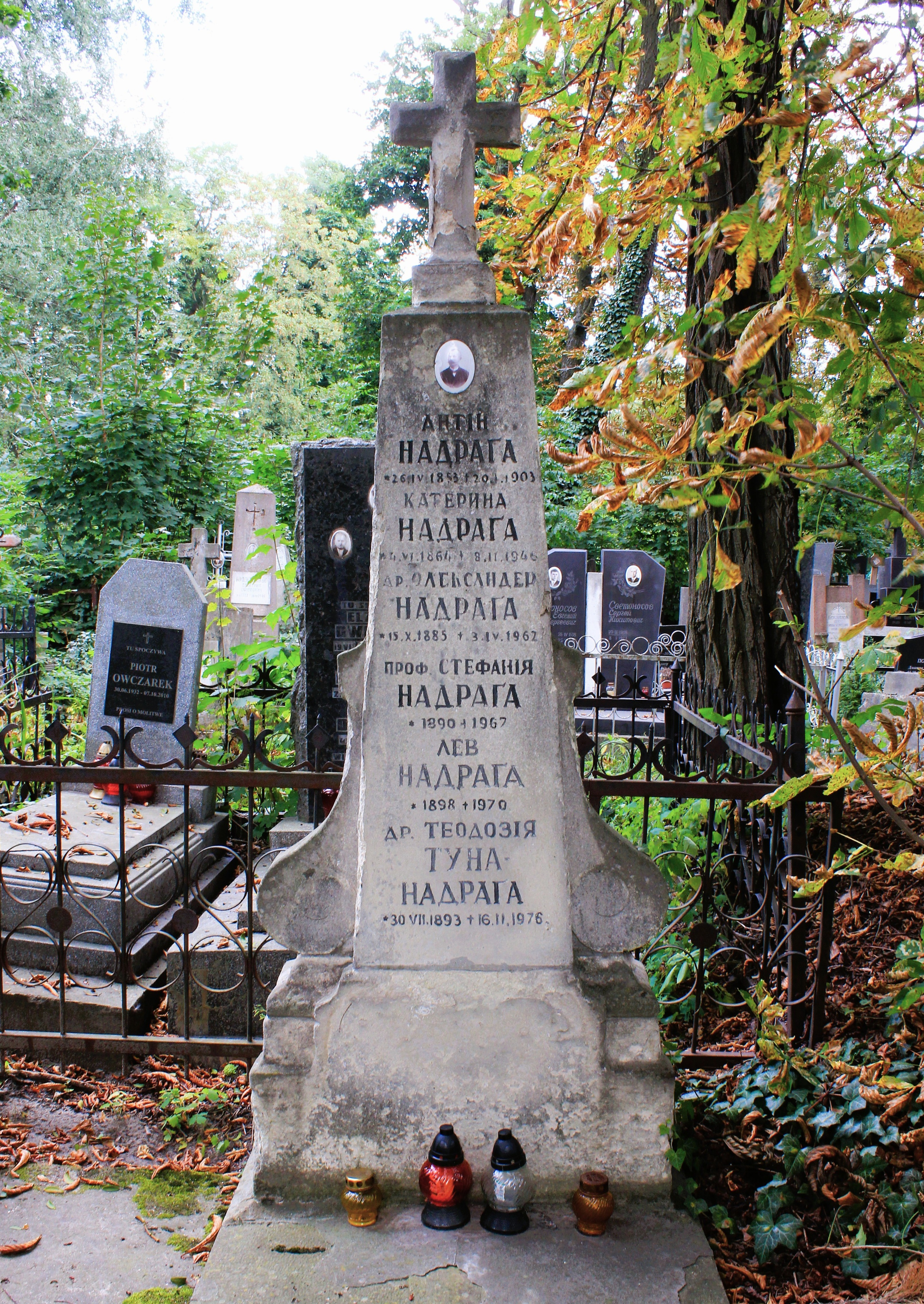
Надгробок родини Надрагів.

Олекса́ндр Анто́нович Надра́га (15 жовтня 1885, Бережани — 3 квітня 1962, Самбір) — український вчений-правознавець, громадський діяч та педагог, доктор права, професор римського та цивільного права, дійсний член Наукового Товариства ім. Шевченка у Львові.

## Життєпис
Його батько був державним службовцем в Бережанах, крім Олександра, в родині виховували ще трьох дітей.
Навчався в гімназії у Львові, потім у Львівському університеті студіював право. Після закінчення навчання відкрив у Львові адвокатську канцелярію.
Професор Таємного університету в 1921—1925 роках, викладав римське право. Згодом стає надзвичайним професором Теологічної академії. В 1939—1947 роках — доцент юридичного факультету Львівського державного університету імені Івана Франка.
30 червня 1941 року був серед підписантів Акту відновлення державності України, серед інших, зокрема, доктор Антін Заплітний, Юрій П'ясецький, доктор Роман Осінчук, доктор Юліян Федусевич.
У жовтні 1947 року усю родину виселили зі Львова з конфіскацією майна на спецпоселення у Західний Сибір — в Анжеро-Судженськ. Перебуваючи на засланні не полишив наукової роботи — написав підручник з римського права. 1957 року родину звільнено із спецпоселення, проте без права на проживання у Львові. Нелегально повернулись до Львова, Олександр та Теодозія прожили кілька років на прихистку у панства Рудницьких, згодом переїхали до міста Самбора.
Помер Олександр Надрага 3 квітня 1962 року у Самборі, а похований в родинному гробівці на 23 полі Янівського  цвинтаря у Львові.
1989 року подружжя реабілітоване посмертно.

## Родина
1921 року одружився з Теодозією Туною, донькою священика села Ляшки Муровані сучасного Старосамбірського району. Студіювала медицину у Львівському, згодом Віденському університетах, 1917 року — доктор медицини. В роки Визвольних змагань — лікарка-сотник УГА. У польський період працювала як одна із перших жінок-педіатрів у «Народній Лічниці», «Порадні матерів і дитини», була шкільним лікарем у гімназіях сестер Василіянок та «Рідної школи». З 1945 року — лікар-педіатр Обласної Клінічної лікарні.
Родина виховала доньку Олену та сина Богдана.